# Lonnie Frisbee
Lonnie Frisbee, född 6 juni 1949, död 12 mars 1993, var en amerikansk kristen predikant, mystiker och evangelist. Han beskrev sig själv som en "seende profet". Han var under 1960- och 1970-talet involverad i Jesusrörelsen i Kalifornien och var med och bildade Calvary Chapel. Under 1980-talet blev han förknippad med John Wimbers Vineyard-rörelse.

Frisbee var homosexuell, och umgicks i homosexuella kretsar både innan och efter att han blev predikant. Samtidigt predikade både hans församlingar och han själv att homosexualitet var synd. Han sade själv i en predikan att han givit upp den homosexuella livsstilen, men när det visade sig att han trots allt hade förhållanden fick han problem i både Calvary- och Vineyard-rörelsen. Sedan han dött av AIDS föredrar båda organisationerna att ytterst sällan nämna Frisbees namn i samband med sin historia.
Frisbee föddes i Costa Mesa, Kalifornien. När Frisbee var liten lämnade hans far familjen. Hans bror hävdar att Frisbee våldtogs av en barnvakt när han var åtta år. Modern gifte senare om sig, men Frisbee kom aldrig överens med sin styvfar och sina styvsyskon, så han rymde hemifrån när han var 15 år och letade sig fram till gay-kretsarna i Laguna Beach.
Först var Frisbee intresserad av det ockulta för att få mening med livet, men blev sedan intresserad av Bibeln. Han flyttade till San Francisco och träffade på en grupp kristna hippies som han evangeliserade tillsammans med. Han beslutade sig senare för att flytta tillbaka till Orange County i Kalifornien för att gifta sig. Hans fru Connie Bremer hade även hon en problematisk bakgrund. Hon kände till Frisbees homosexualitet, men hon gick trots det med på att gifta sig med honom. De var gifta 1968-1974.
Strax därefter kom Frisbee i kontakt med Chuck Smith, pastor i Calvary Chapel, som han hade ett gott samarbete med.
2005 gestaltades Frisbees liv i dokumentärfilmen "The Life and Death of a Hippie Preacher" av regissören David Di Sabatino, där bland annat hans ex-fru Connie Bremer medverkar.